# Семеринг
Семеринг је прстенасти заптивач, који се користи као један од начина заптивања обртних делова. Он, као и други заптивачи (дихтунзи) код непомичних делова, спречава продор течности кроз отвор, у овом случају кроз отвор кроз који пролази вратило (евентуално осовина). Семеринг је прстен од еластичног материјала, попречног профила у облику слова П. Уз унутрашњу страну семеринга која је најближа вратилу налази се прстенаста опруга, која врши притисак на вратило и тиме спречава продор течности без обзира на то што се осовина окреће.